# Herb gminy Czarnia
Herb gminy Czarnia – jeden z symboli gminy Czarnia, autorstwa Kamila Wójcikowskiego i Roberta Fidury, ustanowiony 31 maja 2022.

## Wygląd i symbolika
Herb przedstawia na tarczy w polu złotym sosnę bartną zieloną z dziuplą czarną, z lewej strony z wspinającym się niedźwiedziem czarnym, z prawej z dwiema pszczołami naturalnymi, latającymi, jedna w dół w skos, nad drugą w skos lewy.
Herb gminy Czarnia to próba heraldyzacji dotychczas używanego logo gminy. Herb symbolizuje tradycje bartnicze gminy oraz nawiązuje do sosen bartnych w miejscowym rezerwacie.